# Eleições distritais no Distrito Federal em 2014
As eleições distritais no Distrito Federal em 2014 ocorreram em 5 de outubro como parte das eleições gerais em 26 estados brasileiros e no Distrito Federal. Foram eleitos então o governador Rodrigo Rollemberg, o vice-governador Renato Santana e o senador José Reguffe além de oito deputados federais e vinte e quatro deputados distritais. Como nenhum candidato a governador somou metade mais um do votos válidos, houve um segundo turno em 26 de outubro entre Jofran Frejat e Rodrigo Rollemberg com vitória deste. Pela Constituição, o governador eleito teria um mandato de quatro anos a começar em 1º de janeiro de 2015.
Natural do Rio de Janeiro, o historiador Rodrigo Rollemberg formou-se na Universidade de Brasília em 1983. Filho de Armando Rollemberg, outrora deputado federal por Sergipe e ministro do Superior Tribunal de Justiça, Rodrigo Rollemberg ingressou no PSB em 1985, ano de instauração da Nova República. Candidato a deputado distrital em 1990, não foi eleito. Primeiro suplente de sua coligação em 1994, chegou a exercer o mandato quando o governador Cristovam Buarque escolheu Wasny de Roure como secretário de Fazenda, sendo que o próprio Rollemberg seria nomeado secretário do Turismo em 1996. A partir de então foi eleito deputado distrital em 1998 e perdeu a eleição para governador em 2002, mas elegeu-se deputado federal em 2006 e senador em 2010, renunciando a este último mandato após eleger-se governador do Distrito Federal em 2014.
Nascido em Brasília, o servidor público Renato Santana foi administrador regional de Ceilândia e depois secretário de Governo nomeado por Rogério Rosso, a convite de quem filiou-se ao PSD e por esta legenda foi eleito vice-governador do Distrito Federal em 2014, aliás, o primeiro brasiliense a atingir tal posto.
Jornalista formado pelo Instituto de Educação Superior de Brasília e também economista formado na Universidade de Brasília, José Reguffe é natural do Rio de Janeiro. Desperto para a política durante o movimento estudantil, sua estreia nas urnas ocorreu através do PSDB como candidato a deputado distrital em 1998, mas não foi eleito, sina que repetiu em 2002 quando repetiu tal candidatura pelo PPS. A seguir migrou para o PDT e foi eleito sucessivamente deputado distrital em 2006, deputado federal em 2010 e senador em 2014. Embora tenha engendrado sua vida pública no Distrito Federal, José Reguffe tem parentes no Ceará, pois é neto de Expedito Machado e sobrinho de Sérgio Machado.

## Pesquisas de intenção de voto

### Governador
| Data            | Instituto | Candidato        | Candidato   | Candidato   | Candidato           | Candidato      | Candidato   | Candidato        | Candidato          | Candidato |
| Data            | Instituto | Rollemberg (PSB) | Agnelo (PT) | Frejat (PR) | Luiz Pitiman (PSDB) | Toninho (PSOL) | Perci (PCO) | Brancos ou Nulos | Nenhum ou Não sabe |           |
| --------------- | --------- | ---------------- | ----------- | ----------- | ------------------- | -------------- | ----------- | ---------------- | ------------------ | --------- |
| 18 de setembro  | Ibope     | 28%              | 21%         | 21%         | 5%                  | 3%             | 0%          | 15%              | 30                 |           |
| 25 a 26/09/2014 | Datafolha | 35%              | 22%         | 19%         | 4%                  | 3%             | 0%          | 8%               | 9%                 |           |
| 27 a 29/09/2014 | Ibope     | 32%              | 19%         | 24%         | 3%                  | 3%             | 0%          | 9%               | 10%                |           |
| 01 a 02/10/2014 | Datafolha | 39%              | 21%         | 23%         | 4%                  | 3%             | 0%          | 4%               | 5%                 |           |

### Senador
| Data            | Instituto | Candidato     | Candidato   | Candidato         | Candidato             | Candidato     | Candidato        | Candidato               | Candidato          | Candidato        |                    |
| Data            | Instituto | Reguffe (PDT) | Magela (PT) | Gim Argello (PTB) | Sandra Quezado (PSDB) | Robson (PSTU) | Aldemário (PSOL) | Expedito Mendonça (PCO) | Jamil Magari (PCB) | Brancos ou Nulos | Nenhum ou Não sabe |
| --------------- | --------- | ------------- | ----------- | ----------------- | --------------------- | ------------- | ---------------- | ----------------------- | ------------------ | ---------------- | ------------------ |
| 21 a 23/09/2014 | Ibope     | 37%           | 17%         | 13%               | 3%                    | 1%            | 1%               | 0%                      | 0%                 | 10%              | 19%                |
| 25 a 26/09/2014 | Datafolha | 42%           | 20%         | 10%               | 2%                    | 0%            | 0%               | 0%                      | 0%                 | 10%              | 15%                |

## Programa eleitoral
De acordo com a lei eleitoral, todas as redes de acesso gratuito de televisão e rádio devem reservar dois programas de 50 minutos por dia. O tempo reservado a cada um dos candidatos é determinado com base no número de assentos ocupados pelos partidos que correspondem a sua coligação na Câmara dos Deputados. Os programas eleitorais são considerados uma ferramenta-chave de campanha no Brasil, onde a televisão e o rádio são as principais fontes de informação para muitos eleitores. O horário eleitoral gratuito também inclui candidatos concorrendo a cargos como governador, senador, deputado federal e deputado distrital.

### Primeiro turno
| Programas políticos | Programas políticos                      |
| ------------------- | ---------------------------------------- |
| Televisão           | 50 minutos às 13h e 20h30min diariamente |
| Rádio               | 50 minutos às 7h e às 12h diariamente    |

| Programação                                          | Programação                                | Programação                                                                                     |
| Segundas, Quartas, e Sextas                          | Terças, Quintas, e Sábados                 | Domingos                                                                                        |
| ---------------------------------------------------- | ------------------------------------------ | ----------------------------------------------------------------------------------------------- |
| Candidatos a Governador, Deputado Estadual e Senador | Candidatos a Presidente e Deputado Federal | Sem programas, mas com inserções de 15 ou 30 segundos pelo dia, assim como no restante dos dias |

## Caso Arruda
No dia 11 de fevereiro de 2010, numa decisão do Superior Tribunal de Justiça, o então governador José Roberto Arruda teve decretada sua prisão preventiva, junto a mais cinco pessoas, com o objetivo da preservação da ordem pública e da instrução criminal devido as acusações de envolvimento no que ficou conhecido como Mensalão do DEM. O referido político ficou alojado em uma sala da Superintendência da Polícia Federal em Brasília. O motivo da prisão preventiva foi a suposta participação na tentativa de suborno do jornalista Edson Sombra, testemunha do caso. A punição de Arruda foi o primeiro caso na história do Brasil de um governador que teve sua prisão decretada e depois teve o mandato cassado. Em 2014 ele se candidatou ao governo do Distrito Federal pelo PR e embora tenha sido impugnado em primeira instância com base na Lei da Ficha Limpa, mas a impugnação da candidatura foi suspensa sob liminar.
No dia 12 de setembro de 2014 o Tribunal Superior Eleitoral, seguindo parecer da Procuradoria-geral da República, optou por manter a suspensão da candidatura de José Roberto Arruda, tornando-o inelegível.

## Resultado da eleição para governador

### Primeiro turno
| Candidatos a governador do estado | Candidatos a vice-governador | Número | Coligação | Votação | Percentual |
| --------------------------------- | ---------------------------- | ------ | --- | ------- | ---------- |
| Rodrigo Rollemberg PSB            | Renato Santana PSD           | 40     | Somos Todos Brasília (PSB, PSD, PDT, SD)                                                                      | 692.855 | 45,23%     |
| Jofran Frejat PR                  | Flávia Arruda PR             | 22     | União e Força (PR, DEM, PTB, PRTB, PMN)                                                                       | 428.522 | 27,97%     |
| Agnelo Queiroz PT                 | Tadeu Filippelli PMDB        | 13     | Respeito por Brasília (PT, PMDB, PP, PR, PRB, PSC, PCdoB, PROS, PV, PEN, PHS, PPL, PRP, PSL, PTC, PTN, PTdoB) | 307.500 | 20,07%     |
| Luiz Pitiman PSDB                 | Adão Cândido PPS             | 45     | Seriedade pra Mudar (PSDB, PPS, PSDC)                                                                         | 68.305  | 4,46%      |
| Toninho Andrade PSOL              | Antônio Guillen PSTU         | 50     | Frente de Esquerda (PSOL, PSTU, PCB)                                                                          | 34.689  | 2,26%      |

### Segundo turno
| Candidatos a governador do estado | Candidatos a vice-governador | Número | Coligação                                | Votação | Percentual |
| --------------------------------- | ---------------------------- | ------ | ---------------------------------------- | ------- | ---------- |
| Rodrigo Rollemberg PSB            | Renato Santana PSD           | 40     | Somos Todos Brasília (PSB, PSD, PDT, SD) | 812.036 | 55,56%     |
| Jofran Frejat PR                  | Flávia Arruda PR             | 22     | União e Força (PR, DEM, PTB, PRTB, PMN)  | 649.587 | 44,44%     |

## Resultado da eleição para senador
| Candidatos a senador da República | Candidatos a suplente de senador                          | Número | Coligação | Votação | Percentual |
| --------------------------------- | --------------------------------------------------------- | ------ | --- | ------- | ---------- |
| José Reguffe PDT                  | José Carlos Vasconcellos PDT Fadi Faraj SD                | 123    | Somos Todos Brasília (PSB, PSD, PDT, SD)                                                                      | 826.576 | 57,61%     |
| Gim Argello PTB                   | Weslian Roriz PRTB Anicélia de Abreu PTB                  | 144    | União e Força (PR, DEM, PTB, PRTB, PMN)                                                                       | 271.525 | 18,92%     |
| Geraldo Magela PT                 | Manoel Ferreira PSC Roberto Barreto PP                    | 133    | Respeito por Brasília (PT, PMDB, PP, PR, PRB, PSC, PCdoB, PROS, PV, PEN, PHS, PPL, PRP, PSL, PTC, PTN, PTdoB) | 269.791 | 18,80%     |
| Sandra Quezado PSDB               | Wander Rodrigues Sobrinho PSDC Leão Magno dos Santos PSDB | 456    | Seriedade pra Mudar (PSDB, PPS, PSDC)                                                                         | 40.506  | 2,82%      |
| Aldemário Castro PSOL             | Tatiana Maranhão PSOL Clemildo Sá PSOL                    | 500    | PSOL (sem coligação)                                                                                          | 20.697  | 1,44%      |
| Robson da Silva PSTU              | Silvio Soares Filho PSTU Francisco Targino PSTU           | 160    | PSTU (sem coligação)                                                                                          | 3.571   | 0,25%      |
| Expedito Mendonça PCO             | Valmir Barbosa da Silva PCO Maria das Graças Barbosa PCO  | 290    | PCO (sem coligação)                                                                                           | 1.172   | 0,08%      |
| Jamil Magari PCB                  | Maria de Fátima Guimarães PCB Tânia Maria da Silva PCB    | 211    | PCB (sem coligação)                                                                                           | 1.028   | 0,07%      |

## Deputados federais eleitos
São relacionados os candidatos eleitos com informações complementares da Câmara dos Deputados.

Representação eleita
  DEM: 1
  PSD: 1
  PT: 1
  PROS: 1
  PMDB: 1
  PSDB: 1
  SD: 1
  PR: 1

Fonteː
| Número | Deputados federais eleitos | Partido | Votação | Percentual | Cidade onde nasceu | Unidade federativa |
| 2525   | Alberto Fraga              | DEM     | 155.056 | 10,66%     | Estância           | Sergipe            |
| 5555   | Rogério Rosso              | PSD     | 93.653  | 6,44%      | Rio de Janeiro     | Rio de Janeiro     |
| 1331   | Erika Kokay                | PT      | 92.558  | 6,37%      | Fortaleza          | Ceará              |
| 9090   | Ronaldo Fonseca            | PROS    | 84.583  | 5,82%      | Volta Redonda      | Rio de Janeiro     |
| 1515   | Rôney Nemer                | PMDB    | 82.594  | 5,68%      | Viçosa             | Minas Gerais       |
| 4545   | Izalci Lucas               | PSDB    | 71.937  | 4,95%      | Araújos            | Minas Gerais       |
| 7777   | Augusto Carvalho           | SD      | 39.461  | 2,71%      | Patos de Minas     | Minas Gerais       |
| 2222   | Laerte Bessa               | PR      | 32.843  | 2,26%      | Goiânia            | Goiás              |

## Deputados distritais eleitos
Foram eleitos 24 parlamentares para a Câmara Legislativa do Distrito Federal.

Representação eleita
  PT: 4
  PMDB: 3
  PDT: 3
  PRTB: 2
  PRB: 1
  PV: 1
  PP: 1
  PTN: 1
  SD: 1
  PTC: 1
  PTB: 1
  PR: 1
  PHS: 1
  PPL: 1
  PSDB: 1
  PEN: 1

Fonteː
| Número | Deputados estaduais eleitos | Partido | Votação | Percentual | Cidade onde nasceu    | Unidade federativa  |
| 10123  | Julio César Ribeiro         | PRB     | 29.384  | 1,93%      | São Bernardo do Campo | São Paulo           |
| 15000  | Robério Negreiros           | PMDB    | 25.646  | 1,68%      | Brasília              | Distrito Federal    |
| 43123  | Israel Matos Batista        | PV      | 22.500  | 1,48%      | Brasília              | Distrito Federal    |
| 11190  | Dr. Michel                  | PP      | 22.422  | 1,47%      | Sobradinho            | Distrito Federal    |
| 19123  | Rodrigo Delmasso            | PTN     | 20.894  | 1,37%      | Maringá               | Paraná              |
| 12345  | Joe Valle                   | PDT     | 20.352  | 1,33%      | Caicó                 | Rio Grande do Norte |
| 77777  | Sandra Faraj                | SD      | 20.269  | 1,33%      | Taguatinga            | Distrito Federal    |
| 13222  | Wasny de Roure              | PT      | 19.318  | 1,27%      | Goiânia               | Goiás               |
| 15222  | Rafael Prudente             | PMDB    | 17.581  | 1,15%      | Brasília              | Distrito Federal    |
| 13100  | Chico Vigilante             | PT      | 17.040  | 1,12%      | Vitorino Freire       | Maranhão            |
| 28028  | Liliane Roriz               | PRTB    | 16.745  | 1,10%      | Luziânia              | Goiás               |
| 28123  | Juarez Oliveira (Juarezão)  | PRTB    | 15.923  | 1,04%      | Luziânia              | Goiás               |
| 13131  | Chico Leite                 | PT      | 15.636  | 1,03%      | Milagres              | Ceará               |
| 36123  | Agaciel Maia                | PTC     | 14.876  | 0,98%      | Brejo do Cruz         | Paraíba             |
| 14014  | Cristiano Nogueira Araújo   | PTB     | 14.657  | 0,96%      | Brasília              | Distrito Federal    |
| 13013  | Ricardo Vale                | PT      | 14.223  | 0,93%      | Brasília              | Distrito Federal    |
| 22122  | Bispo Renato Andrade        | PR      | 14.216  | 0,93%      | Patos de Minas        | Minas Gerais        |
| 12123  | Celina Leão                 | PDT     | 12.670  | 0,83%      | Goiânia               | Goiás               |
| 12512  | Professor Reginaldo Veras   | PDT     | 12.506  | 0,82%      | Crateús               | Ceará               |
| 31456  | Ivonildo Medeiros           | PHS     | 11.463  | 0,75%      | São Rafael            | Rio Grande do Norte |
| 54444  | Telma Rufino                | PPL     | 11.364  | 0,75%      | Brasília              | Distrito Federal    |
| 15123  | Wellington Luiz             | PMDB    | 10.330  | 0,68%      | Brasília              | Distrito Federal    |
| 45678  | Raimundo Ribeiro            | PSDB    | 10.026  | 0,66%      | Piracuruca            | Piauí               |
| 51456  | Luzia de Paula              | PEN     | 7.428   | 0,49%      | Patos de Minas        | Minas Gerais        |